# Maierato
Maierato là một đô thị ở tỉnh Vibo Valentia trong vùng Calabria, có cự ly khoảng 40 km về phía tây namcủa Catanzaro và khoảng 11 km về phía đông bắc của Vibo Valentia. Tại thời điểm ngày 31 tháng 12 năm 2004, đô thị này có dân số 2.305 người và diện tích là 39,9 km².
Maierato giáp các đô thị: Capistrano, Filogaso, Francavilla Angitola, Monterosso Calabro, Pizzo, Polia, Sant'Onofrio.